# Perlimpinpin (chanson)
Pour les articles homonymes, voir Perlimpinpin.
Pistes de Amours incestueuses
Colère Accident
Perlimpinpin est une chanson de Barbara, sortie sur son album Amours incestueuses en 1972. 
Le 27 novembre 2015, lors de la cérémonie aux Invalides présidée par le président de la République François Hollande en hommage aux victimes des attentats du 13 novembre, la chanson Perlimpinpin est alors interprétée par Natalie Dessay.

## Présentation
La chanson évoque la guerre : elle fut écrite à l'époque de la guerre du Viêt Nam. Elle fait référence au Square des Batignolles, situé à quelques mètres du lieu de naissance de Barbara (6 rue Brochant), dans le quartier des Batignolles du 17e arrondissement de Paris.
Sophie Delassein, journaliste et biographe de Barbara, analyse Perlimpinpin comme une chanson antimilitariste. Ainsi Barbara choisirait comme armes si elle avait le choix : « une rose entrouverte », « un souffle d’abandon », « un jardin qui frissonne ». Elle nous encourage à regagner « le goût du perlimpinpin dans le square des Batignolles ». Sophie Delassein considère qu'il s'agit d'une des rares chansons engagées de Barbara notamment avec Göttingen sortie en 1965.
Juste après les crimes de Mohamed Merah en 2012, le chroniqueur François Morel de France Inter s'exclame à propos de Perlimpinpin : « Apprenez par coeur la chanson de Barbara, récitez-la à vos amis, à vos proches, à vos lointains ».
Le 27 novembre 2015, lors de la cérémonie aux Invalides présidée par le président de la République François Hollande en hommage aux victimes des attentats du 13 novembre, la chanson est interprétée par Natalie Dessay accompagnée au piano par Alexandre Tharaud,. La chanson se termine par un message d'espoir : « Vivre, Vivre/ Avec tendresse, Vivre/ Et donner Avec ivresse! ».

## Hommage à la chanson
- Perlimpinpin est le nom d'un jardin partagé du Parc Clichy-Batignolles - Martin Luther King[6], non loin du Square des Batignolles.

### Reprises
- 1995 : Catherine Ribeiro, dans l'album Vivre Libre, enregistré en public au Théâtre des Bouffes-du-Nord[7]
- 2006 : Annick Cisaruk, dans Parce que...[8]
- 2017 :  le groupe Lou Casa interpréte Perlimpinpin en particulier dans le film Barbara de Mathieu Amalric, avec Jeanne Balibar[9].
- 2018 : Sapho, dans Sapho chante Barbara[10]